# 卡拉鰏屬
卡拉鰏屬（學名：Karalla）是蝴蝶魚目鰏科的一屬。

## 名称
本属学名源自斯里蘭卡當地語言對鲾魚的稱呼。

## 形态
本属鱼类背鰭有硬棘8枚、軟條16枚，臀鰭硬棘3枚、軟條14到15枚。

## 分布
本属分布于印度洋到西太平洋一带，主要生存于热带浅海及咸淡水域，為底棲魚類，水深1至40米。

## 分類
本屬包含2個物種：
- 黑斑卡拉鰏 Karalla daura  (Cuvier, 1829)
- 杜氏卡拉鰏 Karalla dussumieri  (Valenciennes, 1835)